# Маккуори (антарктическая станция)
Остров Маккуори (англ. Macquarie Island) — действующая постоянная (круглогодичная) научно-исследовательская субантарктическая станция Австралии в южной части Тихого океана, открытая в 1911 году.
Расположена на острове Маккуори в Южном океане на полпути от Австралии до Антарктиды. Станция управляется Австралийской антарктической службой (англ. Australian Antarctic Division (AAD)).

## История
Первая станция на острове была построена в 1911 году сэром Дугласом Моусоном. Проводились геомагнетические наблюдения, картирование острова, изучение флоры, фауны, метеорологии, геологии. Экспедиция также установила первую радиосвязь между Австралией и Антарктидой с помощью радиорелейной станции.
25 марта 1948 года была основана станция "Остров Маккуори" под руководством Австралийских Национальных антарктических научно-исследовательских Экспедиций (англ. Australian National Antarctic Research Expeditions), работающая до сих пор.

## Сооружения станции
Станция построена на узком перешейке в северном конце острова и состоит из более тридцати зданий. В укрытии Беспроводного холма (англ. Wireless Hill) находятся спальни, столовая, медицинский блок, склады и здания электростанции.
На самом перешейке расположено большинство научных зданий: геофизических, биологических, физики верхней атмосферы, метеорологии, а также гараж и центр связи станции. В северной части перешейка находятся 4 жилых здания, соединённые между собой:
- Ущелье Южной Авроры (англ. Southern Aurora Donga, 1958) — самое старое здание станции, где есть 18 малых комнат, туалет и душ.
- Сад Бухты (англ. Garden Cove, 1969) имеет 8 больших комнат, туалет, душ, прачечная.
- Здание Гассельборо (англ. Hasselborough House): 11 комнат (2 двухместные, прачечная, туалет, душ, комната для сушки).
- Коттедж Кампстон (англ. Cumpston's Cottage 1995—1996) — сборный двухэтажный деревянный дом: 4 комнаты (офис, комнаты руководителя, шеф-повара, врача).